# Péntek 13. (Bűbájos boszorkák)

## Cselekmény
|  | Alább a cselekmény részletei következnek! |

Péntek 13-án Prue és Phoebe egy okkult boltban válogat a talizmánok és amulettek között, hogy Phobe másnapi állásinterjújához mellé szegődjön majd a szerencse.
Felkelti a figyelmüket a bolt tulajdonosnőjének furcsa, ideges viselkedése. A hölgy elmagyarázza, hogy éjfél előtt be akart zárni a péntek 13-ára való tekintettel, sőt azt is, hogy ez a péntek 13-a különleges. Ezt megerősítendő éjfélkor 13-at üt az óra. A lányok nem hallgatnak rá, ám másnap szembesülnek vele, hogy a bolt tulajdonosa különös körülmények között meghalt. Andy keresi meg őket azzal, hogy felhívja a figyelmüket a veszélyre, miszerint valaki hozzájuk hasonló fiatal, magányos nőket gyilkol.
A lányok az ő figyelmeztetésére is fittyet hánynak.
Phobe megkapja az állást egy ingatlanirodában. Csakhogy a munka mellé egy kellemetlen feladatot is kap: falaznia kell a főnökasszonyának miközben az félrelép.
Egyedül Piper-t nem hagyja hidegen a péntek 13-a, mivel sokat ad a babonákra, amikből bőven kijut neki, hiszen egész nap balszerencse kíséri munkáját a Quake-ben.
Munka közben felfigyel egy férfira, aki megtetszik neki, és egy kedvező babona végül ráveszi, hogy fogadja el a férfi meghívását. Csakhogy a randevú balul sül el, mert a férfi kerek-perec megmondja: nem hisz a babonákban, mert az előző kapcsolatát is az tette tönkre, ezért nem hajlandó olyannal lenni, aki babonás. Így Piper elveszíti "San Francisco legjobb partiját".
Eközben Prue talál egy figyelmeztető üzenetet az édesanyjuk kézírásával az Árnyak Könyvében, ami szerint Barbas, a Félelem Ura 1300 évente, egy péntek 13-án, 24 órára jön a Földre, hogy éjféltől éjfélig megöljön/halálra rémítsen 13 férjezetlen boszorkát. Amennyiben ez sikerül, megszabadulhat földöntúli bilincseitől, és örökre a Földön maradhat.
Mivel nincs különösebb segítség, hogy hogyan győzhetnék le, csak annyi, hogy próbálják feloldani a félelmeiket, mert a boszorkány-erőt megbénítja a félelem, a lányok megegyeznek, hogy igyekeznek elkerülni az olyan helyzeteket, amelyek a legnagyobb félelmeikhez kötik őket.
Csakhogy Prue nem elég óvatos, és zuhanyzás közben Barbas elhiteti vele, hogy fuldoklik. Hála Andy és Morris hadnagy közbelépésének mégis megmenekül. Phobe, aki egy látomást követve rohan haza megmenteni, észreveszi, hogy Barbas majdnem sikerrel járt, mert Prue egy tincse megőszült.
Az eset után Phoebe talál egy újabb bejegyzést is, ami szerint csak úgy szabadulhatnak meg Barbastól, ha bíznak a legnagyobb erőben. Ám egyikük sem érti, hogy ez mire utal.
Barbas tovább szedi áldozatait, miközben Prue és Phoebe igyekeznek figyelmeztetni a potenciális áldozatokat, így önkéntelenül is magukra vonják a Félelem Urának figyelmét.
Barbas elcsalja az egyik eladó házhoz Phoebe-t, éppen amikor az felmondani készülne, hogy megkötözve kelljen végignéznie testvérei halálát, hiszen ez a legnagyobb félelme. Prue-val kezdi a sort, akit Phoebe nevében csalt a helyszínre, belökve őt a medencébe. Csakhogy Prue földöntúli segítséget, biztatást kap anyjuk szellemétől, így képes leküzdeni a félelmet, mely béklyóba zárta. Erejével elbánik Barbassal, akinek - mivel lejárt az ideje - vissza kell térnie a pokolba.
Ismét megmenekülnek.
A nap lezárásaképpen Prue az édesanyjuk kézírását nézegeti a könyvben, amiben megjelenik egy újabb felirat:
"Köszönöm, hogy befogadtad őket a szívedbe!"